# Christina Pluhar
Pour les articles homonymes, voir Pluhar.
Christina Pluhar, née en 1965 à Graz (en Styrie) Autriche, est une musicienne autrichienne, harpiste, luthiste et théorbiste. Spécialiste de musique ancienne, elle vit à Paris où elle a fondé en 2000 l'ensemble L'Arpeggiata.

## Biographie
Après ses études à l'Université de Graz, Christina Pluhar découvre ses profondes affinités pour les musiques baroque et Renaissance,.
Elle se consacre dès lors au luth, au théorbe, à la guitare baroque et à leurs répertoires, qu'elle a étudiés au Conservatoire Royal de La Haye et à la Schola Cantorum Basiliensis avec Hopkinson Smith. Elle étudie la harpe baroque auprès de Maria Galassi à la “Scuola Civica di Milano” et suit des masterclass avec Paul O'Dette, Andrew Lawrence-King, Jesper Bøje Christensen (de).
En 1992, elle obtient un premier prix au concours international de musique ancienne à Malmö avec l'ensemble La Fenice.
Elle est installée à Paris depuis 1992 et se produit régulièrement comme soliste et continuiste.
À son répertoire figure la musique en solo pour luth renaissance et baroque, guitare baroque, archiluth, théorbe et harpe baroque des XVIe, XVIIe et XVIIIe siècles.
Elle s'est produite dans divers ensembles dont La Fenice (Jean Tubéry), Hespèrion XXI (Jordi Savall), Il Giardino Armonico, Concerto Soave (Maria Cristina Kiehr), Accordone (Marco Beasley), Ensemble Elyma (Gabriel Garrido), Les Musiciens du Louvre (Marc Minkowski), Ricercar Consort (Philippe Pierlot), La Grande Écurie et la Chambre du Roy (Jean-Claude Malgoire), Cantus Cölln (Konrad Junghänel).
Comme continuiste, elle a joué sous la direction de René Jacobs, Ivor Bolton, Alessandro De Marchi, Marc Minkowski, Gabriel Garrido. Depuis 2001, elle est assistante d'Ivor Bolton au Staatsoper de Munich.
En 2000, Christina Pluhar fonde l’ensemble L'Arpeggiata,.
En 2005, elle est conviée à diriger en tant que cheffe invitée l'Australian Brandenburg Orchestra, et en 2007 l'Orchestre Baroque de l'Union Européenne (pour une tournée européenne).
Parallèlement à ses activités de chef et de soliste, Christina Pluhar est professeur de harpe baroque au Conservatoire Royal de Graz.

## L'Arpeggiata

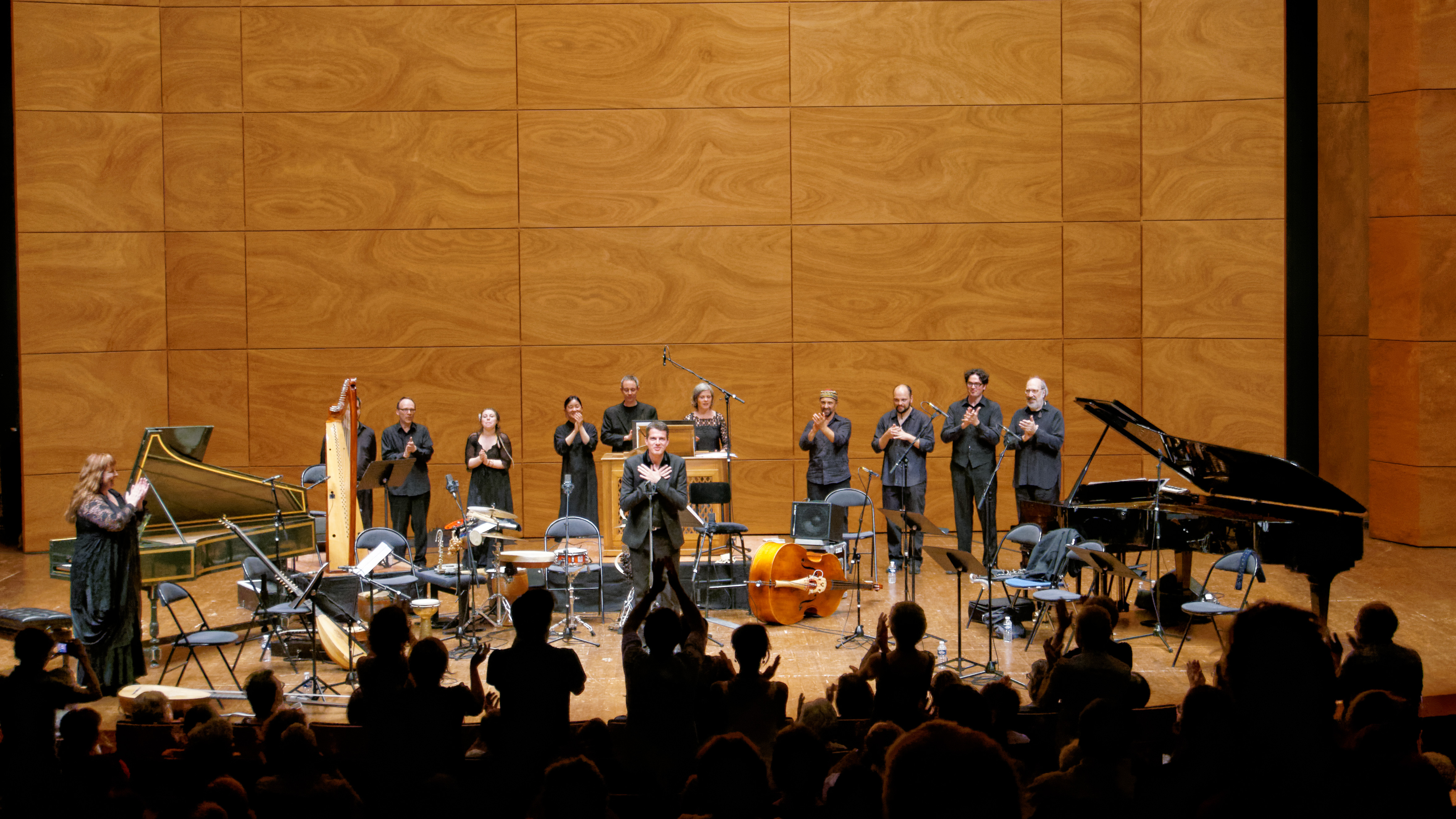
L'ensemble L'Arpeggiata à la MC2 de Grenoble en 2014.

L'ensemble L'Arpeggiata de Christina Pluhar est un ensemble vocal et instrumental de musique ancienne à géométrie variable. L'Ensemble propose des programmes autour du répertoire du premier baroque italien, en collaboration avec des solistes exceptionnels venus aussi bien de la musique savante baroque que de la musique traditionnelle ou d'autres genres, tels que le jazz ou encore d'autres formes d'expression artistique comme la danse ou le théâtre.
Depuis sa naissance en 2000, L'Arpeggiata explore le répertoire du premier baroque. Ce credo s'exprime dans une approche vocale nouvelle par un travail sur l'interprétation du recitar cantando, ainsi que le chant profondément influencé par la musique traditionnelle. L'ensemble s'est donné comme fils directeurs l'improvisation instrumentale, la recherche sur l'instrumentarium en exploitant la richesse de celui-ci dans la plus pure tradition baroque, la recherche d’une vocalité authentique dans la musique traditionnelle et la création et mise en scène de spectacles événements.

## Discographie
Le premier enregistrement, La Villanella, consacré à la musique de Kapsberger, a été nommé “événement du mois” dans “Répertoire des disques” en septembre 2001[réf. nécessaire] et a reçu le «Premio Internazionale del disco per la musica italiana»[réf. nécessaire].
Le deuxième disque, Homo fugit velut umbra», édité par le label Alpha, consacré à la musique de Stefano Landi a été également plébiscité par la presse : « 10 de Répertoire », « Diapason Découverte », « CD de la semaine » à la BBC, « CD du mois » chez « Amadeus » (Italie), « Prix Exellentia » chez Pizzicato (Luxembourg)[réf. nécessaire].
Le disque suivant, La Tarantella», propose une rencontre entre musiciens baroques et répertoire traditionnel du sud de l’Italie, une rencontre louée par les critiques  avec le « 10 de Répertoire », « CD de la semaine » chez France Musique, « CD du mois » chez « Toccata » (Allemagne), Cannes Classical Awards 2004.[réf. nécessaire] Plusieurs morceaux de cet album illustrent en 2011 le film de Philippe Claudel Tous les soleils.
Le quatrième disque, All’Improvviso – Ciaccone, Bergamache, e un po' di Follie…, sorti en juin 2004, propose une rencontre inattendue entre le jazz et le baroque avec entre autres Marco Beasley, Lucilla Galeazzi, Gianluigi Trovesi.
En décembre 2004, La Rappresentatione di anima e di corpo d'Emilio de' Cavalieri en coproduction avec le festival Oude Muziek Utrecht. L'album, « Los Impossibles », enregistré pour Naïve, propose une rencontre avec The King's Singers et d'autres solistes d'exception.
En 2008, L'Arpeggiata entreprend avec EMI/Classics une nouvelle collaboration pour la publication d'un disque autour de Claudio Monteverdi (‘Teatro d’Amore’, sortie janvier 2009) avec Philippe Jaroussky, Núria Rial et Cyril Auvity.
En 2010 sort un nouvel enregistrement de Christina Pluhar dirigeant L'Arpeggiata, Via Crucis, consacré aux mélodies de la Passion du Christ. Mêlant œuvres de compositeurs baroques connus (Tarquinio Merula, Heinrich Biber, Claudio Monteverdi, etc.) et chants populaires italiens et corses, l'ensemble met en évidence la proximité entre musique savante et musique populaire dans le monde baroque.
En janvier 2012 paraît l'album Los Pajaros perdidos où L'Arpeggiata retrouve Philippe Jaroussky pour un répertoire sud-américain où figure aussi Raul Orellana.
En mars 2013 paraît l'album Mediterraneo où la formation de Christina Pluhar s'associe cette fois à des artistes grecs, turcs ou portugais autour d'un patrimoine spécifiquement méditerranéen.
En mars 2014 sort l'album Music for a while, - Improvisations on Purcell. Christina Pluhar a décidé ici de relier l'œuvre du compositeur anglais Henry Purcell aux musiques actuelles et en particulier au jazz. Elle a pour cela fait de nouveau appel au contre-ténor Philippe Jaroussky, mais aussi à un orchestre où les guitares acoustiques ou électriques se marient avec clarinette, piano et batterie.
En novembre 2015 sort chez Erato un album consacré à Francesco Cavalli :  L'Amore innamorato. Pour l'occasion, Christina Pluhar a fait appel aux sopranos catalane et tchèque Núria Rial et Hana Blažíková (en).
En 2016, avec Orfeo Chaman, Christina Pluhar confronte mythologies méditerranéennes et amérindiennes, dans une relecture étonnante du drame d'Orphée. Il s'agit d'une adaptation mélangeant musique baroque et chansons du folklore sud-américain et de Sicile. Incarné par le chanteur-guitariste argentin aveugle Nahuel Pennisi, le héros, au cours de son voyage, apprend le langage des animaux, parle aux esprits gardiens des plantes et accomplit de la magie grâce à sa musique.
En octobre 2018 sort l'album Himmelsmusik : Christina Pluhar, entourée de ses chanteurs fétiches dont le contre-ténor Philippe Jaroussky et la soprano Céline Scheen, invite à un voyage céleste au cœur de la musique sacrée allemande, celle de Bach et Schütz, mais aussi de figures moins connues comme Johann Theile, Philipp Heinrich Erlebach, Christian Ritter ou Franz Tunder.

## Documentaires
- Stéphane Grant, « Christina Pluhar, "Avec la musique ancienne, j'ai découvert la liberté..." (1/5) » [audio], sur France Musique, 28 août 2017
- Stéphane Grant, « Christina Pluhar, "Rassembler toutes les pièces du puzzle de la musique ancienne..." (2/5) » [audio], sur France Musique, 29 août 2017
- Stéphane Grant, « Christina Pluhar, "Avec les tarentelles, nous avons ouvert la boîte de Pandore..." (3/5) » [audio], sur France Musique, 30 août 2017
- Stéphane Grant, « Christina Pluhar, dissonances baroques et harmonies jazz... (4/5) » [audio], sur France Musique, 31 août 2017
- Stéphane Grant, « Christina Pluhar. Jouer, composer, transmettre... (5/5) » [audio], sur France Musique, 1er septembre 2017